# Hylaeus trinotatus
Hylaeus trinotatus är en biart som först beskrevs av Pérez 1895.  Hylaeus trinotatus ingår i släktet citronbin, och familjen korttungebin. Inga underarter finns listade i Catalogue of Life.